# Melitaea navarina
Melitaea navarina är en fjärilsart som beskrevs av Arnold Spuler 1901. Melitaea navarina ingår i släktet Melitaea och familjen praktfjärilar. Inga underarter finns listade i Catalogue of Life.